# Apelido Carinhoso
"Apelido Carinhoso" é uma canção do compositor Junior Angelim lançada no dia 8 de dezembro de 2017 no canal oficial do cantor Gusttavo Lima no Youtube, e nas rádios no dia 4 de janeiro de 2018. Foi o primeiro single lançado do álbum Buteco do Gusttavo Lima Vol. 2 e obteve um enorme sucesso nas paradas durante o primeiro semestre do ano de 2018, sendo uma das músicas que ficaram mais tempo no topo do Brasil Hot 100 Airplay (15 semanas no total). O vídeo oficial da música foi dirigido por Fernando Trevisan "Catatau" e atualmente contabiliza mais de 550 milhões de visualizações no Youtube, sendo o mais visto no canal do cantor e ultrapassando fronteiras.

## Antecedentes
O projeto Buteco do Gusttavo Lima em sua segunda edição traz releituras de várias canções, escolhidas pelo cantor. "Apelido Carinhoso" é uma das quatro inéditas gravada e já é sucesso nos shows e nas redes sociais de Gusttavo Lima. Por este motivo, foi a escolhida para ser a primeira faixa a ser trabalhada."Gosto muito desta música tem cheiro de sucesso, com letra simples e refrão que fica na cabeça, tenho percebido nos shows que o público aprovou", diz Gusttavo Lima.

## Lista de faixas
- Download digital

1. "Apelido Carinhoso" - 3:19[3]

## Desempenho comercial
Apelido Carinhoso, de Gusttavo Lima, dominou as rádios do Brasil no primeiro semestre de 2018. A faixa foi a músicas mais tocada nas programações, segundo levantamento das empresas de monitoramento Crowley e Connect Mix.

## Desempenho nas tabelas musicais
| Tabela musical (2018)                     | Melhor posição |
| ----------------------------------------- | -------------- |
| Brasil - Billboard Brasil Hot 100 Airplay | 1              |
| Brasil - Top 50 Streaming Mensal          | 4              |

## Certificação
| País         | Certificação | Data |
| ------------ | ------------ | ---- |
| Brasil (PMB) | 2× Diamante  | 2018 |